# Kadie Riverin
Kadie Ann Riverin (Ottawa, 31 maggio 1986) è un'ex cestista canadese.

## Carriera
Con il Canada ha disputato due edizioni dei Campionati americani (2009, 2011).